# Anentome helena
Anentome helena, también conocido como caracol asesino, es una especie de molusco gastrópodo acuático proveniente del sudeste de Asia, en concreto de la Isla de Java, Vietnam, Indonesia, China y Tailandia. Muy popular en acuariofilia por ser un caracol carnívoro que se utiliza para combatir las plagas de otros caracoles. En Vietnam son apreciados y forman parte de la cocina tradicional del país.

## Morfología

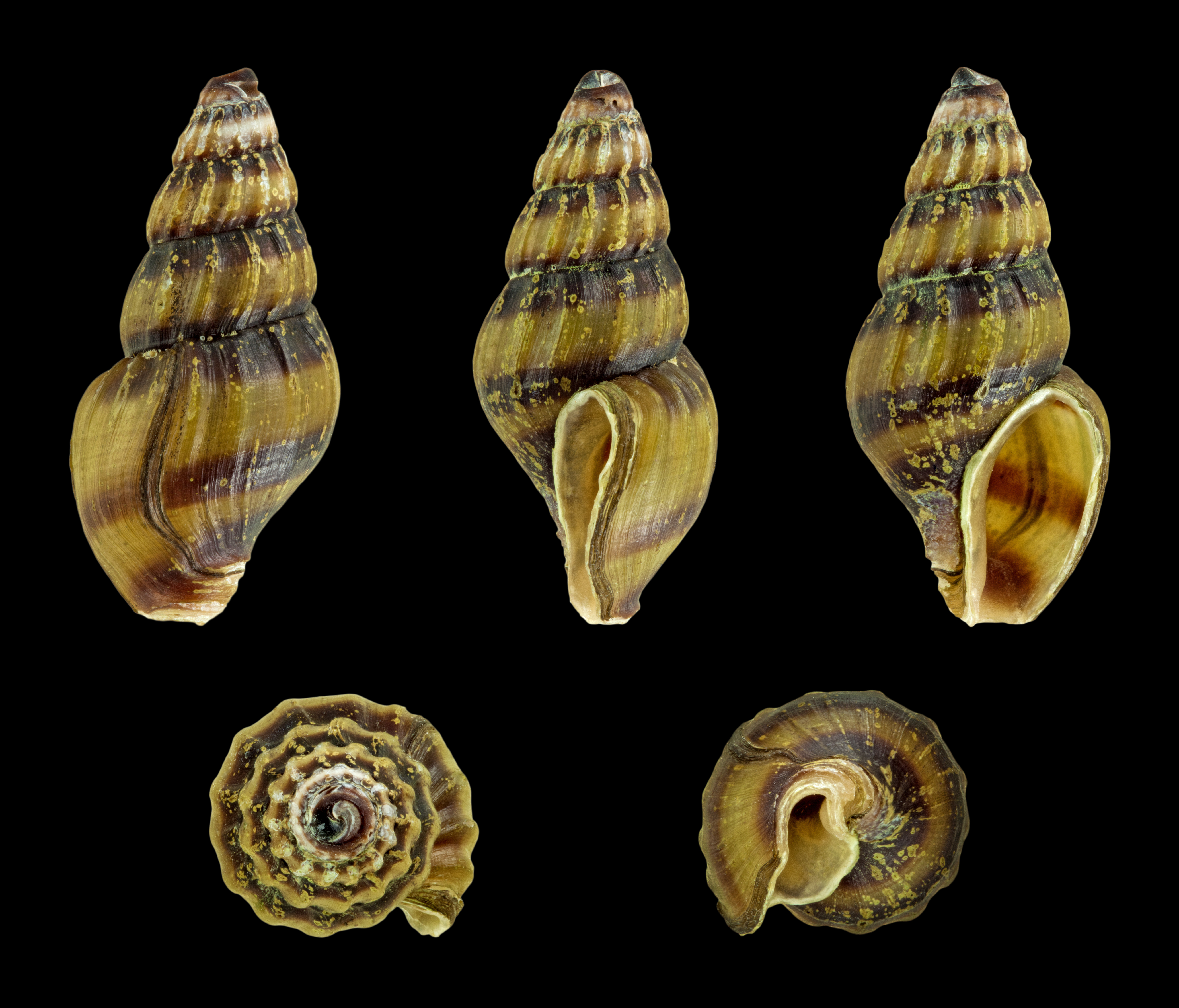

Caracol en forma de espiral con rayas amarillas y negras o marrón oscuras intercaladas. De concha gruesa y dura, posee un sifón para poder respirar fuera del agua. Puede llegar a vivir, por término medio, unos 5 años, y en condiciones óptimas unos 9 o 10 años, alcanzando un tamaño de unos 2,5 a 3,5 centímetros.

## Hábitat
Es un caracol acostumbrado a vivir en zonas arenosas de ríos o pantanos, donde se podrá enterrar si lo prefiere.

## Alimentación
Son carnívoros y se alimentan de otros caracoles; principalmente, phisas, planorbis o melanoides pueden estar en su dieta. En caso de no existir comerán restos depositados en el fondo, pero a falta de alimento se han dado casos de canibalismo entre miembros de la misma especie.

## Reproducción
Las diferencias sexuales son inapreciables y para que se reproduzcan se debe contar con al menos 4 o 6 ejemplares para asegurar tener de ambos sexos. Como otros caracoles colocarán sus huevos después de la fecundación sobre troncos o piedras y siempre dentro del agua, su forma es parecida a la de un pequeño saco cuadrado y transparente Las pequeñas crías al nacer se enterrarán en el sustrato para generar su duro caparazón y emergerán de este sobre todo por la noche.